# グレイテスト・ヒット+21ソングス
『グレイテスト・ヒット+21ソングス』(Greatest Hit (...and 21 Other Pretty Cool Songs)) は、プログレッシブ・メタル・バンドのドリーム・シアターがライノ・エンタテインメントよりリリースしたコンピレーション・アルバム。タイトルはバンド唯一のトップ10入りを果たした楽曲「プル・ミー・アンダー」にちなんでいる。
『イメージズ・アンド・ワーズ』からの3曲「プル・ミー・アンダー」「テイク・ザ・タイム」「アナザー・デイ」はケヴィン・シャーリーによるリミックスバージョンが収録されている。また、『イメージズ・アンド・ワーズ』作成時に録音され、「ライ」のB面として収録されたスタジオ・アルバム未収録曲「トゥ・リヴ・フォーエヴァー」も収録している。他のアルバム収録曲のいくつかはシングル・エディットで収録されている。
収録曲は2枚のディスクに分けられている。"The Dark Side"と名付けられた1枚目は、ヘヴィでメタルに影響を受けた曲が収録されており、"The Light Side"と名付けられたもう一方では、バンドのメロディックな面にスポットライトを当てている。
収録曲は1991年から2005年までのアトランティック・レコード在籍時のもので、そのためデビュー・アルバム『ホエン・ドリーム・アンド・デイ・ユナイト』や、前作『システマティック・ケイオス』の曲は収録されていない。

## 収録曲

### ディスク1 ("The Dark Side")
| #   | タイトル                                                                                   | 作詞                                                 | 作曲                                                                                     | オリジナル・アルバム                                   | 時間  |
| --- | ------------------------------------------------------------------------------------------ | ---------------------------------------------------- | ---------------------------------------------------------------------------------------- | ------------------------------------------------------ | ----- |
| 1.  | 「プル・ミー・アンダー（2007リミックス）」(Pull Me Under (2007 remix))                     | ケヴィン・ムーア                                     | ジェイムズ・ラブリエ、ムーア、ジョン・マイアング、ジョン・ペトルーシ、マイク・ポートノイ | イメージズ・アンド・ワーズ                             | 8:13  |
| 2.  | 「テイク・ザ・タイム（2007リミックス）」(Take the Time (2007 remix))                       | ラブリエ、ムーア、マイアング、ペトルーシ、ポートノイ | ラブリエ、ムーア、マイアング、ペトルーシ、ポートノイ                                     | イメージズ・アンド・ワーズ                             | 8:22  |
| 3.  | 「ライ（エディット・ヴァージョン）」(Lie (single edit))                                    | ムーア                                               | ラブリエ、ムーア、マイアング、ペトルーシ、ポートノイ                                     | アウェイク                                             | 5:02  |
| 4.  | 「ペルービアン・スカイズ」(Peruvian Skies)                                                 | ペトルーシ                                           | ラブリエ、マイアング、ペトルーシ、ポートノイ、デレク・シェリニアン                       | フォーリング・イントゥ・インフィニティ                 | 6:42  |
| 5.  | 「ホーム（エディット・ヴァージョン）」(Home (single edit))                                 | ポートノイ                                           | ラブリエ、マイアング、ペトルーシ、ポートノイ、ジョーダン・ルーデス                       | メトロポリス・パート2: シーンズ・フロム・ア・メモリー  | 5:38  |
| 6.  | 「ミスアンダーストゥッド（エディット・ヴァージョン）」(Misunderstood (single edit))        | ペトルーシ                                           | ペトルーシ、マイアング、ルーデス、ポートノイ                                             | シックス・ディグリーズ・オブ・インナー・タービュランス | 5:14  |
| 7.  | 「テスト・ザット・スタンプド・ゼム・オール」(The Test That Stumped Them All (single edit)) | ポートノイ                                           | ペトルーシ、マイアング、ルーデス、ポートノイ                                             | シックス・ディグリーズ・オブ・インナー・タービュランス | 5:00  |
| 8.  | 「アズ・アイ・アム」(As I Am (clean single edit))                                          | ペトルーシ                                           | ペトルーシ、マイアング、ルーデス、ポートノイ                                             | トレイン・オブ・ソート                                 | 7:14  |
| 9.  | 「エンドレス・サクリファイス」(Endless Sacrifice)                                          | ペトルーシ                                           | ペトルーシ、マイアング、ルーデス、ポートノイ                                             | トレイン・オブ・ソート                                 | 11:23 |
| 10. | 「ザ・ルート・オブ・オール・イーヴル」(The Root of All Evil (edit))                        | ポートノイ                                           | ラブリエ、マイアング、ペトルーシ、ポートノイ、ルーデス                                   | オクタヴァリウム                                       | 7:16  |
| 11. | 「サクリファイスド・サンズ」(Sacrificed Sons (edit))                                       | ラブリエ                                             | ラブリエ、マイアング、ペトルーシ、ポートノイ、ルーデス                                   | オクタヴァリウム                                       | 9:41  |

### ディスク2 ("The Light Side")
| #   | タイトル                                                                                             | 作詞               | 作曲                                                                           | オリジナル・アルバム                                   | 時間 |
| --- | --- | ------------------ | ------------------------------------------------------------------------------ | ------------------------------------------------------ | ---- |
| 1.  | 「アナザー・デイ（2007リミックス）」(Another Day (2007 remix))                                       | ペトルーシ         | ラブリエ、ムーア、マイアング、ペトルーシ、ポートノイ、ジェイ・ベッケンスタイン | イメージズ・アンド・ワーズ                             | 4:25 |
| 2.  | 「トゥ・リヴ・フォーエヴァー」(To Live Forever)                                                      | ムーア、ペトルーシ | ラブリエ、ムーア、マイアング、ペトルーシ、ポートノイ                           | ライ（シングル）                                       | 4:56 |
| 3.  | 「リフティング・シャドウズ・オフ・ア・ドリーム」(Lifting Shadows off a Dream)                        | マイアング         | ラブリエ、ムーア、マイアング、ペトルーシ、ポートノイ                           | アウェイク                                             | 6:09 |
| 4.  | 「サイレント・マン」(The Silent Man)                                                                 | ペトルーシ         | ペトルーシ                                                                     | アウェイク                                             | 3:47 |
| 5.  | 「ホロウ・イヤーズ」(Hollow Years)                                                                   | ペトルーシ         | ラブリエ、マイアング、ペトルーシ、ポートノイ、シェリニアン                     | フォーリング・イントゥ・インフィニティ                 | 5:55 |
| 6.  | 「スルー・ハー・アイズ（オルタネイト・アルバム・ミックス）」(Through Her Eyes (alternate album mix)) | ペトルーシ         | ラブリエ、マイアング、ペトルーシ、ポートノイ、ルーデス                         | メトロポリス・パート2: シーンズ・フロム・ア・メモリー  | 6:03 |
| 7.  | 「スピリット・キャリーズ・オン」(The Spirit Carries On)                                              | ペトルーシ         | ラブリエ、マイアング、ペトルーシ、ポートノイ、ルーデス                         | メトロポリス・パート2: シーンズ・フロム・ア・メモリー  | 6:40 |
| 8.  | 「ソリタリー・シェル（エディット・ヴァージョン）」(Solitary Shell (single edit))                     | ペトルーシ         | ペトルーシ、マイアング、ルーデス、ポートノイ                                   | シックス・ディグリーズ・オブ・インナー・タービュランス | 4:10 |
| 9.  | 「アイ・ウォーク・ビサイド・ユー」(I Walk Beside You)                                                | ペトルーシ         | ラブリエ、マイアング、ペトルーシ、ポートノイ、ルーデス                         | オクタヴァリウム                                       | 4:28 |
| 10. | 「ジ・アンサー・ライズ・ウィズイン」(The Answer Lies Within (edit))                                  | ペトルーシ         | ラブリエ、マイアング、ペトルーシ、ポートノイ、ルーデス                         | オクタヴァリウム                                       | 5:15 |
| 11. | 「ディサピアー」(Disappear)                                                                          | ラブリエ           | ペトルーシ、マイアング、ルーデス、ポートノイ                                   | シックス・ディグリーズ・オブ・インナー・タービュランス | 6:45 |

### 備考
- 「アズ・アイ・アム」は以前バンドの公式サイトからMP3形式でダウンロードできたバージョンで、一部歌詞がカットされている。
- 「ソリタリー・シェル」は『シックス・ディグリーズ・オブ・インナー・タービュランス』日本盤のボーナストラックとして収録されているバージョンである。
- 『オクタヴァリウム』からの曲はオリジナルとミックスが異なる。

## メンバー
- ジェイムズ・ラブリエ：ボーカル
- ジョン・ペトルーシ：7弦ギター、エレクトリック・ギター、バッキングボーカル
- ジョン・マイアング：6弦ベース（エレクトリックベース）、フレットレスベース
- マイク・ポートノイ：ドラムス、パーカッション、バッキングボーカル
- ジョーダン・ルーデス：キーボード（ディスク1/5–11、ディスク2/6–11）
- ケヴィン・ムーア：キーボード（ディスク1/1–3、ディスク2/1–4）
- デレク・シェリニアン：キーボード、バッキングボーカル（ディスク1/4、ディスク2/5）
- ジェイ・ベッケンスタイン：サクソフォーン（「アナザー・デイ」「スルー・ハー・アイズ」）
- テレサ・トマソン：アディショナル・ボーカル（「スルー・ハー・アイズ」「スピリット・キャリーズ・オン」）

## ジャケットデザイン
ジャケット上の文字 "21" が赤くなっている。これはドリーム・シアターによる21番目のリリースであることを示している。また、"Greatest Hit" 中のS、H、I、Tが栗色になっている。楽曲一覧では、"Pull Me Under" が黄色で強調されている。バックカバーでは、下部において、手が傘を握っている。

## チャート順位
| 年   | チャート                     | 順位 |
| ---- | ---------------------------- | ---- |
| 2008 | イタリア・アルバム・チャート | 27   |
| 2008 | 全英アルバム・チャート       | 113  |
| 2008 | Billboard 200                | 122  |
| 2008 | オリコン（ウィークリー）     | 28   |